# Amphilius caudosignatus
Amphilius caudosignatus és una espècie de peix de la família dels amfílids i de l'ordre dels siluriformes. És un endemisme de la Baixa Guinea: es pot trobar als afluents del sud-est del Riu Ogowe, al Gabon.
Està amenaçada per nombroses raons. La principal és l'explotació minera del manganès, ferro i urani, ja que aquestes activitats contaminen els cursos fluvials. La tala i crema del bosc causen una major sedimentació, cosa que també perjudica l'espècie.